# A Forest
A Forest är en låt av The Cure, släppt som singel i april 1980. Musikvideon, vilken är bandets första, producerades av David Hiller. "A Forest" återfinns på studioalbumet Seventeen Seconds (1980), remixalbumet Mixed Up (1990) och samlingsalbumet Greatest Hits (2001).
"A Forest" blev en stor kommersiell framgång för bandet och hjälpte till att etablera dem som en betydande kraft inom postpunk och gotisk rockmusik. Låten är fortsatt populär bland fans och kritiker än idag. 2019 rankade Billboard låten som bandets 8:e bästa låt av 40.

## Låtlista
Singel – 7"
1. "A Forest" – 3:54
2. "Another Journey by Train" – 3:03

Maxisingel – 12"
1. "A Forest" – 5:55
2. "Another Journey by Train" – 3:00